# Ennealophus fimbriatus
Ennealophus fimbriatus är en irisväxtart som beskrevs av Pierfelice Ravenna. Ennealophus fimbriatus ingår i släktet Ennealophus och familjen irisväxter. Inga underarter finns listade i Catalogue of Life.